# Patrick Lo Giudice
Patrick Lo Giudice (né le 20 août 1959 à Zurich) est un artiste suisse d’origine italienne. Peintre, photographe, il réalise également des collages, et des encaustiques. En Suisse, il devient célèbre pour sa série controversée Der Lo Giudice Code, des représentations en cire d'homicides de la Mafia.

## Biographie
Lo Giudice a vécu à Graniti en Sicile (dans le village de Taormine) pendant 3 ans. Lors de séjours en Italie, il subit un traumatisme: s’ennuyant alors son père parle avec un vendeur de bois, le jeune Lo Giudice se promène au milieu de voitures garées, observant les compte-tours pour savoir quelle voiture était la plus rapide. Mais un compte-tours n’était pas visible, caché par un cadavre, probablement une victime de la Mafia. Cet accident a marqué et, après, inspiré l’artiste. 
Les Lo Giudice partirent sans appeler la police. Ils ne parlèrent pas de leur expérience, car les clans étaient très puissants, même si son père, un socialiste - communiste, n'a jamais été racketté pour sa menuiserie. Après la découverte d'une bombe qui n'avait pas explosé, les Lo Giudice quittèrent l'Italie pour la Suisse. Lo Giudice avait déjà réalisé sa première œuvre en Italie: une fresque dans le « Orfanotrofio Antoniano » en 1973.
En Suisse, il commence son apprentissage de dentiste à Winterthour. En 1977 il réalise ses premières peintures à l'huile, et 1983 ses premières créations sur verre; l'américain John Forbes lui enseigne les techniques de verre soufflé. De 1985 à 1988, il effectue  d'autres séjours chez des souffleurs de verre et artistes de Murano à Venise. En 1993, il fait ses premiers essais au polycarbonate et à la cire (encaustique) en 1996.

En 2002-2003 Lo Giudice a exposé ses œuvres au Kunsthaus Glarus, pendant une exposition qui s’appelait « Künstler aus dem Linthgebiet ». (« Artistes de la région du Linth ». Suivent d'autres expositions: au musée d'Amden (Saint-Gall) et la galerie Marie-Louise Wirth à Hochfelden  - la galerie qui a aussi exposé les œuvres de Silvio Blatter (un écrivain-peintre de Freiamt en Argovie).
En 2004 les Encaustik paintings de Lo Giudice sont exposés à la galerie Andy Jllien à Zurich. En 2005, Lo Giudice participe au projet Kunst liest ("L'art lit") à Herrliberg-Feldmeilen. En 2006 il expose chez Andy Jllien la série de la "Mafia" (Cosa Nostra). Il a aussi exposé chez „art felchlin – zeitgenössische Kunst“.
Il a gagné en célébrité grâce à ses œuvres sur la mafia et l’émission de Kurt Aeschbacher  (talk show sur la chaîne SF1)